# Reforma educacional de 1928

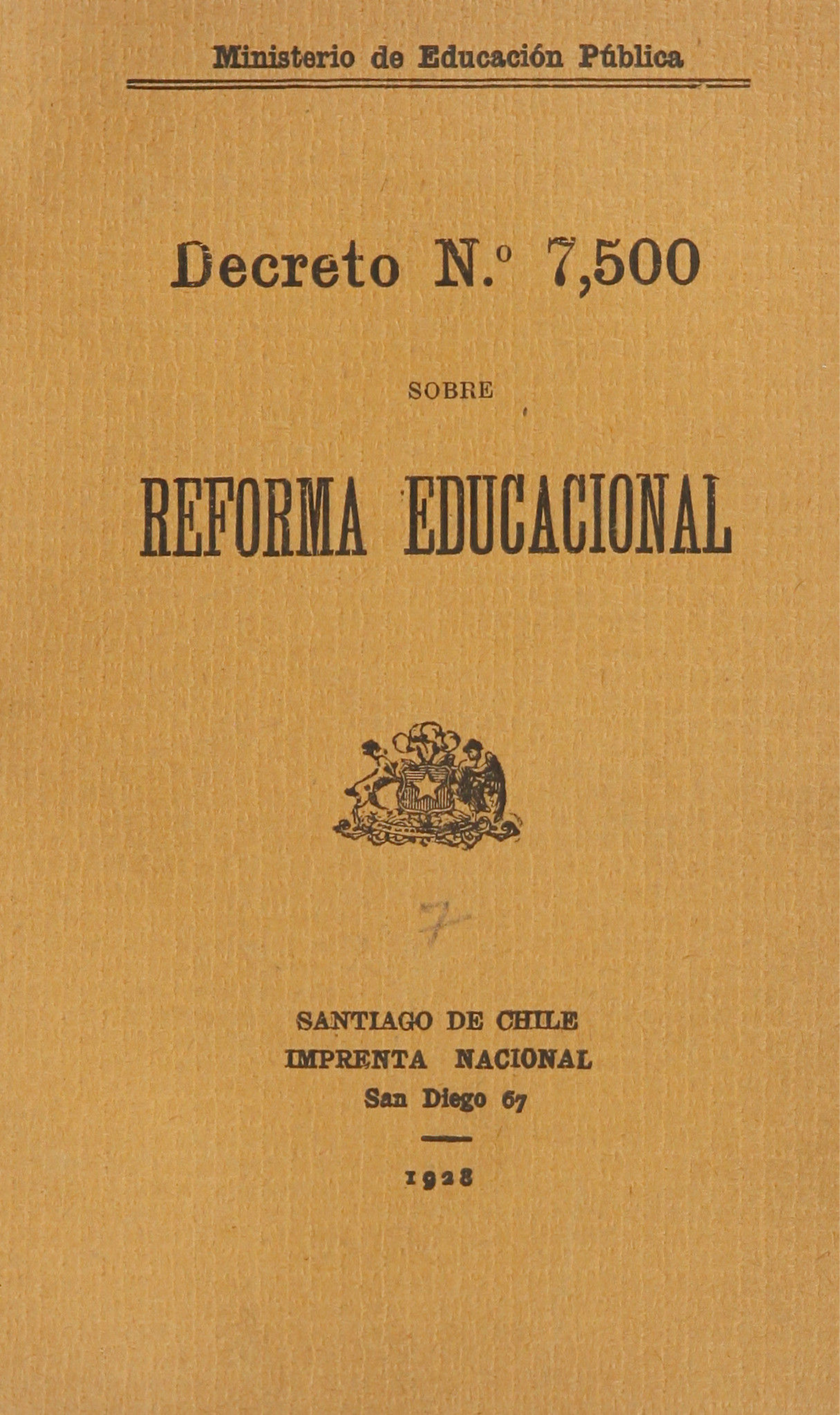
Portada de la publicación «Decreto n° 7500 sobre reforma educacional» del Ministerio de Educación Pública de Chile de 1928.

La Reforma educacional de 1928 fue un proceso de las políticas públicas en Chile, debido a falencias en los bienes requeridos para gestionar la educación pública nacional. Durante el gobierno del presidente Carlos Ibáñez del Campo se realizó una reforma a la legislación estatal contenida en el «Decreto n° 7500 sobre reforma educacional».

## Contexto
La demanda por una reforma educacional era muy fuerte y legítima, al momento de iniciar el gobierno de Carlos Ibáñez del Campo, comprendía que, como parte de su programa general de modernización del Estado, tenía que emprender una reforma del sistema de enseñanza. Era indispensable un cambio, las condiciones de empleo son altamente insatisfactorias, con salarios bajísimos, deficientes condiciones materiales de trabajos: edificios escolares inadecuados, falta de textos, aislamiento en el caso de maestros rurales, desigualdad cualitativa y aprecio social y segmentación del sistema educativo con carácter jerarquizado, por parte de una “educación élite” qué es la hegemónica y de mayor calidad, para sectores acomodados, que conduce directamente a una educación secundaria académica, que a su turno prepara para la universidad y por otra una “educación popular” se desarrolla más lentamente y precariamente, teniendo como modelo la “educación élite". Tras los referidos problemas, se suma la crisis del sistema político parlamentario y la crisis económica que afectó al país como consecuencia de la Primera Guerra Mundial y de la radical restricción del mercado para el salitre como material mono exportador. Con Ibáñez se hace fuerte el intervencionismo estatal en la economía y las interacciones sociales y las asociación por su parte, concibe a la educación como una función que es responsabilidad básica del estado, lo que suena contradictorio en un gobierno autoritario que fomenta causas sociales, siendo la represión una de sus tácticas de control.
El movimiento educacional de 1928 se arraiga en un contexto de transición política entre la dominación oligárquica a un sistema menos injusto con más representación de las clases populares. Este entorno observa la aparición de un descontento hacia el sistema educativo chileno.
Ambas la Asociación General de Profesores (AGP) y la Federación Obrera de Chile (FOCH) propusieron soluciones teóricas y prácticas a un sistema educacional desigual y obsoleto. Inspirándose del movimiento de la pedagogía progresista nacido en Europa a principios del siglo XX, propusieron al Estado una reforma cuyo propósito fuera la emancipación de todos los niños chilenos. La llegada al poder del presidente Ibáñez fue decisiva en esta voluntad de cambio.

## Reforma Educacional
Se puede caracterizar la educación chilena por su extranjerización, lo que significó una tendencia intelectual y verbalista, antes que práctica. Originando una relación pedagógica autoritaria y dogmática, con tareas mecánicas y de memorización por efecto de repetición de textos.
Los criterios para iniciar esta reestructuración en un principio fueron un punto de unión entre los protagonistas, ya que era urgente un cambio fundamental, pero al momento de realizarse la Asamblea Pedagógica en 1926, allí se contactaron visiones entre la Asociación General, esta defendió la necesidad de una plena integración del servicio educativo, mientras que la mayoría de la Asamblea prefería una compleja diferenciación de ramas aunque ligadas por la acción coordinadora de una Superintendencia de Educación. La minoría de maestros primarios quería una reforma pronta y simultánea; sus antagonistas, una reforma gradual, apoyada en actividades de investigación y experimentación y una previa reestructuración de los organismos administrativos. Seguido se esto, el ministro Aquiles Vergara Vicuña firma junto al presidente uno de los primeros decretos. 
La reforma constitucional tiene dos principales fundamentos de índole sociopolítica: primero el movimiento social pro-renovación educativa encabezado por la Asociación General de Profesores, que se expresa teóricamente en el “plan de reconstrucción educacional”; y segundo los objetivos políticos y el contenido programático del gobierno reformista y modernizador.
En los aspectos pedagógicos, hubo clara inspiración en el pensamiento educacional a través de esta los principios y métodos de la educación nueva, y más específicamente de la “escuela activa”, que venían formándose y enseñándose en Europa, en los Estados Unidos y algunos países de Latinoamérica. Así mismo la versión oficial de este mismo plan, presentada a la asamblea pedagógica de 1926, se indican dos leyes científicas en las que se basaba la propuesta reformadora: la Ley del progreso humano y la Ley biogenética. 
La nueva educación se basa en el conocimiento científico del niño. A este respecto, el proyecto citado menciona y describe brevemente, cinco etapas que “caracterizan los distintos períodos del desarrollo del ser humano desde el punto de vista de los intereses que predominan en él, en la edad en que la educación ha de atender de sus necesidades.

## Consecuencias
El cambio de opinión del Presidente Ibáñez hacia la reforma educacional en septiembre de 1928 transformó radicalmente la ambición del sistema educativo chileno. En lugar de haber democratizado métodos modernos y participativos de la Escuela Nueva, el gobierno acabó por reforzar el sistema antiguo con su verticalidad y autoridad hacia los estudiantes. Además, se debe mencionar la prohibición de cualquier forma de apoyo a la reforma. Esta decisión se acompaña de una persecución de los instigadores de la reforma por el gobierno. Los castigos fueron múltiples: prohibición de ejercer su cargo, la detención y aun la hostiga en sus domicilios de los maestros reformistas. A pesar del fracaso de la reforma al corto plazo, se puede considerar un acontecimiento fundador en la creación del futuro sistema educacional chileno.

### Citas
1. ↑  Iván, 1987, p. 25-26, 34, 47, 73.
2. ↑  Iván, 1987, p. 37-38, 40, 53.
3. ↑  Iván, 1987, p. 37-38.
4. ↑  Iván, 1987, p. 75.
5. ↑  Iván, 1987, p. 15.
6. ↑  Iván, 1987, p. 83.
7. ↑  Iván, 1987, p. 19-88.
8. ↑  Iván, 1987, p. 88.
9. ↑  Iván, 1987, p. 123.
10. ↑  Iván, 1987, p. 141.